# تولد یک قاتل
تولد یک قاتل (به انگلیسی: Birth of a Killer) جلد اول حماسه لارتن کرپسلی اثر دارن شان نویسنده ایرلندی است.

## داستان
لارتن کرپسلی 8 ساله خیلی فقیر است ولی با پسر عموی خود «وور هورستون» که همدم اوست سعی می کند مقداری از خرج خانواده اش را در اورد تا این که سر کارگر او یک کار وحشتناک را انجام می دهد که زندگی لارتن را تغییر می دهد و او را به سوی دنیایی پر از تاریکی و وحشت و هراس می کشاند...